# Noel Baxter
Noel Baxter (Dundee, 25 luglio 1981) è un allenatore di sci alpino ed ex sciatore alpino britannico.

## Biografia
Noel Baxter, originario di Aviemore, proviene da una famiglia di grandi tradizioni nello sci alpino: è figlio di Iain e Sue, entrambi sciatori della nazionale britannica, e fratello minore di Alain, anche lui nazionale nello sci alpino. È inoltre cugino di Lesley McKenna, snowboarder di ottimo livello.

### Carriera sciistica

#### Stagioni 1997-2006
Attivo in gare FIS dal gennaio del 1997, Baxter esordì in Coppa Europa il 3 dicembre 2001 a Val Thorens in slalom speciale e in Coppa del Mondo il 13 gennaio 2002 a Wengen nella medesima specialità, in entrambi i casi senza completare la prova. Ai XIX Giochi olimpici invernali di Salt Lake City 2002, suo esordio olimpico, si classificò 20º nello slalom speciale; nella stagione seguente ottenne il suo miglior piazzamento in Coppa Europa, il 7 gennaio 2003 a Kranjska Gora in slalom speciale (5º), e debuttò ai Campionati mondiali: a Sankt Moritz 2003 si piazzò 24º nello slalom speciale.
Ottenne il miglior piazzamento in Coppa del Mondo il 18 gennaio 2004 a Wengen in slalom speciale (26º); l'anno dopo ai Mondiali di Bormio/Santa Caterina Valfurva 2005 si piazzò 21º nello slalom speciale e non completò lo slalom gigante, mentre ai XX Giochi olimpici invernali di Torino 2006, sua ultima presenza olimpica, si classificò 20º nello slalom speciale e 14º nella combinata. L'11 marzo 2006 bissò il suo miglior piazzamento in Coppa Europa, arrivando nuovamente 5º in slalom speciale a Kranjska Gora.

#### Stagioni 2007-2013
Ai Mondiali di Åre 2007 si piazzò 38º nel supergigante, 15º nello slalom speciale, 25º nella supercombinata e non completò lo slalom gigante; nella successiva rassegna iridata di Val-d'Isère 2009 fu invece 35º nello slalom gigante e 17º nello slalom speciale. Il 12 febbraio 2010 replicò per la terza volta il suo miglior piazzamento in Coppa Europa, arrivando 5º nello slalom speciale disputato a Oberjoch.
Ai Mondiali di Garmisch-Partenkirchen 2011, suo congedo iridato, non completò né lo slalom gigante né lo slalom speciale; prese per l'ultima volta il via in Coppa del Mondo il 6 marzo 2011 a Kranjska Gora in slalom speciale, senza qualificarsi per la seconda manche, e in Coppa Europa il 16 marzo successivo a Formigal nella medesima specialità (13º). Si ritirò al termine della stagione 2012-2013 e la sua ultima gara fu uno slalom speciale FIS disputato il 2 marzo a Camp Fortune, chiuso da Baxter al 12º posto.

### Carriera da allenatore
Dopo il ritiro divenne allenatore nei quadri prima della Federazione sciistica della Spagna poi in quelli della Gran Bretagna, occupandosi del settore femminile, e in seguito nuovamente per la Spagna.

## Palmarès

### Coppa del Mondo
- Miglior piazzamento in classifica generale: 135º nel 2004

### Coppa Europa
- Miglior piazzamento in classifica generale: 44º nel 2006

### Nor-Am Cup
- Miglior piazzamento in classifica generale: 22º nel 2010
- 1 podio:
  - 1 terzo posto

### South American Cup
- Miglior piazzamento in classifica generale: 4º nel 2008
- 5 podi:
  - 3 vittorie
  - 1 secondo posto
  - 1 terzo posto

#### South American Cup - vittorie
| Data             | Località    | Paese     | Specialità |
| ---------------- | ----------- | --------- | ---------- |
| 24 agosto 2006   | Las Leñas   | Argentina | GS         |
| 2 settembre 2006 | La Parva    | Cile      | SL         |
| 3 settembre 2006 | El Colorado | Cile      | GS         |

Legenda:

GS = slalom gigante

SL = slalom speciale

### Australia New Zealand Cup
- Miglior piazzamento in classifica generale: 4º nel 2010
- Vincitore della classifica di combinata nel 2010
- 4 podi:
  - 1 vittoria
  - 3 terzi posti

#### Australia New Zealand Cup - vittorie
| Data             | Località   | Paese         | Specialità |
| ---------------- | ---------- | ------------- | ---------- |
| 9 settembre 2009 | Mount Hutt | Nuova Zelanda | SC         |

Legenda:

SC = supercombinata

### Far East Cup
- Miglior piazzamento in classifica generale: 24º nel 2003
- 1 podio:
  - 1 terzo posto

### Campionati britannici
- 17 medaglie:
  - 7 ori (slalom speciale nel 2003; slalom gigante nel 2004; slalom speciale nel 2005; slalom gigante, slalom speciale nel 2006; slalom speciale nel 2007; slalom speciale nel 2010)
  - 5 argenti (slalom speciale nel 2002; discesa libera nel 2003; supergigante, slalom speciale nel 2004; slalom gigante nel 2007)
  - 5 bronzi (slalom speciale nel 2001; discesa libera nel 2007; supercombinata, slalom speciale nel 2009; supergigante nel 2010)